# وورسليي (دائرة انتخابية في المملكة المتحدة)
وورسليي  (بالإنجليزية: Worsley)‏ هي إحدى الدوائر الانتخابية في المملكة المتحدة الممثلة في مجلس العموم في برلمان المملكة المتحدة.
عضو البرلمان الذي يمثلها حالياً هو :Ms Barbara Keeley (Lab).

## أعضاء البرلمان
| حزب        | العضو            | عام الإنتخاب |
| ---------- | ---------------- | ------------ |
| حزب العمال | تيري لويس        | 1983         |
| حزب العمال | باربرا كييلي     | 2005         |
|            | تم إلغاء الدائرة | 2010         |

‌